# Gouvernement du Vietnam
Le gouvernement de la République socialiste du Viêt Nam (en vietnamien : Chính phủ Việt Nam) est l'organe exécutif de l'État vietnamien et les membres du gouvernement sont élus par l'Assemblée nationale du Vietnam.

## Composition
Le gouvernement compte actuellement[Quand ?] 18 ministères, 4 agences du niveau ministériel et 9 autres agences.

### Ministres du gouvernement
Les ministres du gouvernement sont:
| Portfeuille                                                 | Nom                 |
| ----------------------------------------------------------- | ------------------- |
| Premier ministre                                            | Phạm Minh Chính     |
| Vice-Premier ministre                                       | Vương Đình Huệ      |
| Ministre de la Sécurité Publique                            | Tô Lâm              |
| Ministre des Affaires étrangères                            | Phạm Bình Minh      |
| Ministre de la Justice                                      | Lê Thành Long       |
| Ministre des Finances                                       | Đinh Tiến Dũng      |
| Ministre de l'Industrie et du Commerce                      | Trần Tuấn Anh       |
| Ministre du Travail, des Invalides et des Affaires Sociales | Đào Ngọc Dung       |
| Ministre des Transports                                     | Trương Quang Nghĩa  |
| Ministre de la Construction                                 | Phạm Hồng Hà        |
| Ministre de l'Information et des Communications             | Nguyễn Mạnh Hùng    |
| Ministre de l'Éducation et de la Formation                  | Phùng Xuân Nhạ      |
| Ministre de l'Agriculture et du Développement Rural         | Nguyễn Xuân Cường   |
| Ministre de la Planification et de l'Investissement         | Nguyễn Chí Dũng     |
| Ministre de l'Intérieur                                     | Lê Vĩnh Tân         |
| Ministère de la Science et de la Technologie                | Chu Ngọc Anh        |
| Ministre de la Culture, des Sports et du Tourisme           | Nguyễn Ngọc Thiện   |
| Ministre des Ressources Naturelles et de l’Environnement    | Trần Hồng Hà        |
| Ministre de la Santé                                        | Nguyễn Thị Kim Tiến |

### Agences de niveau ministériel
Les agences gouvernementales de niveau ministériel sont:
| Portfeuille                                              | Nom           |
| -------------------------------------------------------- | ------------- |
| Ministre chef du bureau du gouvernement                  | Mai Tiến Dũng |
| Inspection gouvernementale                               | Lê Minh Khái  |
| Gouverneur de la Banque nationale                        | Lê Minh Hưng  |
| Président du Comité des Affaires des Minorités Ethniques | Đỗ Văn Chiến  |

### Autres agences gouvernementales
Les autres agences gouvernementales sont:
| Agence                                                                   |
| ------------------------------------------------------------------------ |
| Académie nationale Hồ Chí Minh de politique et d'administration publique |
| Sécurité sociale du Việt Nam                                             |
| Agence de presse du Việt Nam                                             |
| Voix du Việt Nam                                                         |
| Station de télévision du Việt Nam                                        |
| Académie des sciences et technologies du Việt Nam                        |
| Académie des sciences sociales du Việt Nam                               |
| Gestion du mausolée de Hồ Chí Minh                                       |